# Ginger Rogers
Ginger Rogers (születési nevén Virginia Katherine McMath) (Independence, Missouri, 1911. július 16. – Rancho Mirage, Kalifornia, 1995. április 25.) Oscar-díjas amerikai színésznő volt, aki Fred Astaire táncpartnereként vált híressé („Ginger és Fred”).

## Élete

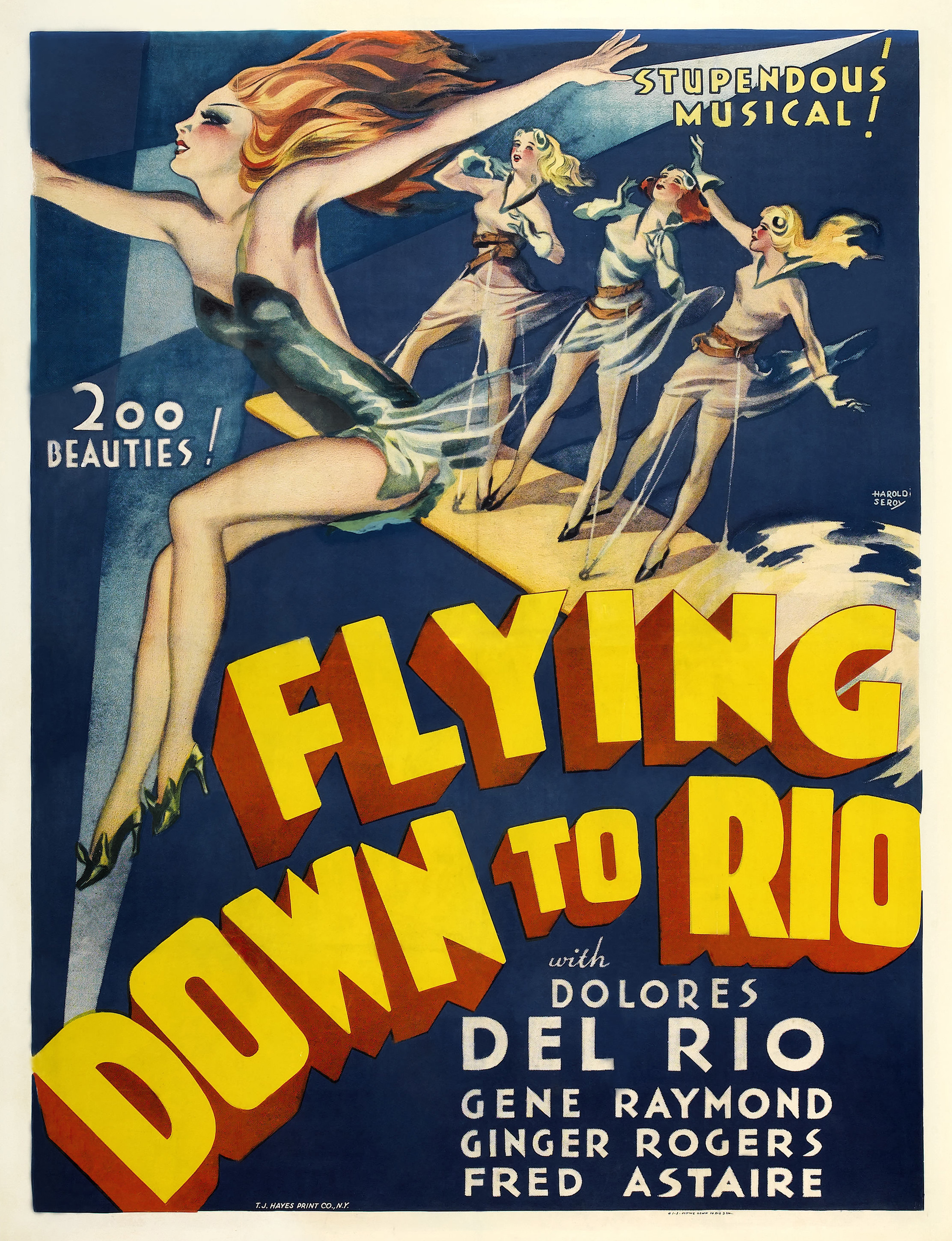
A Flying Down to Rio posztere

Szülei William Eddins Mcmath (1880–1925) és Lela Emogene Owens voltak, akik a születése után nem sokkal elváltak. Anyja a nagyszüleihez költözött Kansas City közelébe. Helen nevű fiatalabb unokahúga lerövidítette a Virginia nevet és a „Ginga” a becenevévé vált. Kilencéves korában anyja férjhez ment John Logan Rogershez, akitől családnevét kapta.
Ginger Rogers már 14 éves korában fellépett vaudeville-táncosként. Hamarosan a New York-i Broadway színpadain szerepelt. Első rövid szerepe 1929-ben volt a A Day of a Man of Affair című filmben.
A Broadway-en a Girl Crazy musical főszerepével felhívta magára Paramount Pictures filmstúdió figyelmét, és szerződést kötöttek. 1933-ig különféle filmekben szerepelt, amíg a Flying Down to Rio című zenés filmben nem találkozott Fred Astaire-rel, akivel népszerű párossá váltak. Ginger a tehetségét más irányban is kamatoztatta, hogy elkerülje a beskatulyázást. Könnyed filmvígjátékokban szerepelt, és önállóan is gyorsan a stúdiója, az RKO Pictures legnagyobb sztárjává vált.
1937-ben együtt forgatott Katharine Hepburnnel az Álomkapu című filmben, amiért kitűnő kritikákat kapott. 1939-ben érte el legnagyobb sikerét a Bachelor Mother című filmben. Mivel elégedetlen volt az általában egyszerű szerepekkel, komolyabbakat keresett. Meglepetést keltett, amikor a Kitty Foyle – Egy nő története (Kitty Foyle – 1940) főszerepéért Oscar-díjat kapott. A Primrose Path című melodrámában megformált nő szerepét a szaksajtó nagy lelkesedéssel fogadta.
Az 1940-es évek végéig sikeres színésznő volt az ennek megfelelő magas fizetéssel. 1949-ben utoljára forgatott együtt Fred Astaire-rel a Táncolj a Broadway-n! című filmben. Ezután egyre inkább a színjátszás felé fordult, amihez továbbra is erős szálak fűzték, de forgatott még filmeket, és 1991-ig tévésorozatokban is szerepelt. Ebben az évben kiadta Ginger, My Story című önéletrajzát.
Élete során ötször ment férjhez.

## Halála és temetése

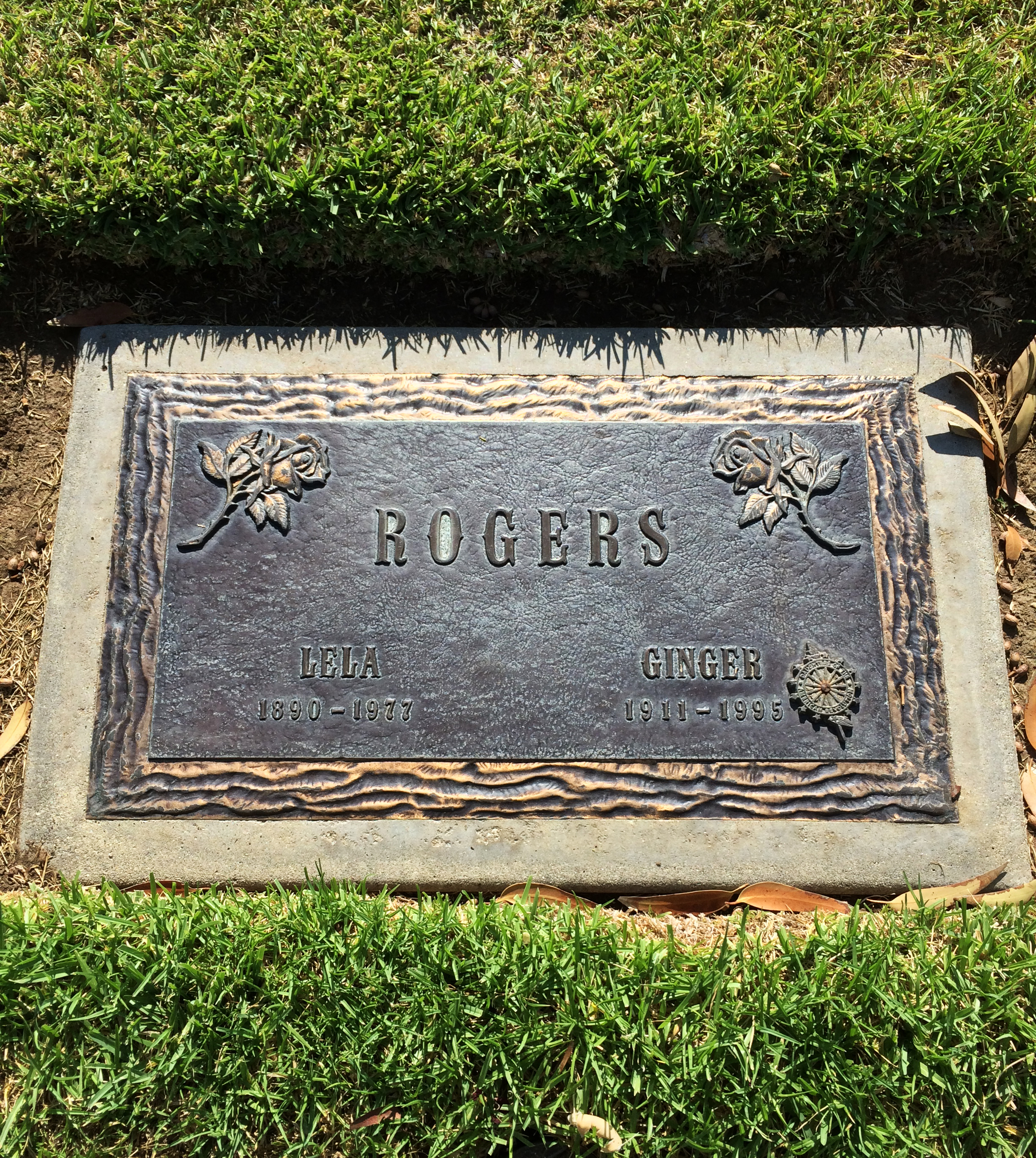
Ginger Rogers sírja az Oakwood Memorial Parkban

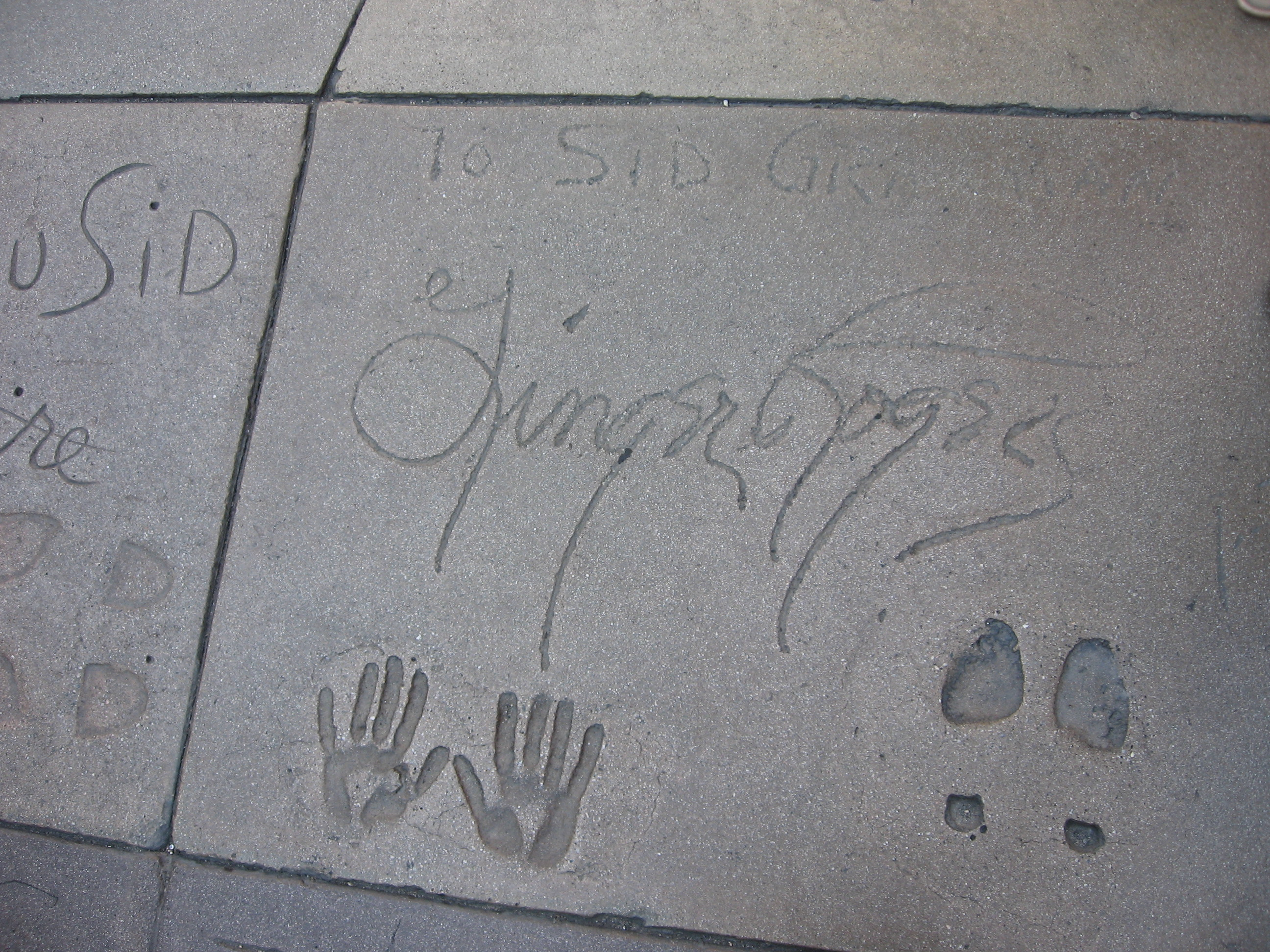
Ginger Rogers tenyerének és cipőjének lenyomata

Élete legvégén szélütést kapott, aminek következtében kerekesszékbe került, és elhízott. 1995. április 25-én, csaknem 84 éves korában hunyt el. Halálát a boncolás szerint szívroham okozta.
Hamvait a kaliforniai Chatsworthben, az Oakwood Memorial Parkban temették el.

## Filmjei
- 1933 – A 42-ik utca (42nd Street) … Ann
- 1933 – Aranyásók (Gold Diggers of 1933)
- 1934 – Continental (The Gay Divorcee) … Mimi Glossop
- 1935 – Roberta … Scharwenka grófnő/Lizzie Gatz
- 1935 – Frakkban és klakkban (Top Hat) … Dale Tremont
- 1936 – Egymásnak születtünk (Swing Time) … Penelope „Penny” Carrol
- 1937 – Stage Door … Jean Maitland
- 1937 – Táncolj velem (Shall We Dance) … Linda Keene
- 1938 – Carefree … Amanda Cooper
- 1938 – Vivacious Lady … Frances Brent
- 1939 – Vernon és Irene Castle története (The Story of Vernon and Irene Castle) … Irene Castle
- 1939 – 5th Ave Girl … Mary Grey
- 1940 – Kitty Foyle – Egy nő története (Kitty Foyle: The Natural History of a Woman) … Katherine „Kitty” Foyle
- 1940 – The Primrose Path
- 1942 – Volt egyszer egy nászút (Once Upon a Honeymoon) … Kathie O’Hara
- 1944 – Találkozunk még... (I’ll Be Seeing You) … Mary Marshall
- 1945 – Hétvége a Waldorf Szállóban (Weekend at the Waldorf) … Irene Malvern
- 1949 – Táncolj a Broadwayn! (Barcleys of Broadway) … Dinah Barkley
- 1952 – Nem voltunk házasok (We’re Not Married)
- 1952 – Gyanús dolog (Monkey Business) … Edwina Fulton
- 1956 – Teen–age Rebel
- 1957 – Oh, Men! Oh, Women! … Mildred Turner
- 1959 – Musical Playhouse (TV Sorozat) … Lisa Marvin
- 1960 – Zane Grey Theater (TV Sorozat) … Angie Cartwright
- 1963 – Vacation Playhouse (TV Sorozat) … Elizabeth Harcourt / Margaret Harcourt
- 1964 – Quick, Let's Get Married … Madame Rinaldi
- 1965 – Bob Hope Presents the Chrysler Theatre (TV Sorozat) … Helen
- 1965 – Harlow … Mama Jean Bello
- 1971 – Here’s Lucy (TV Sorozat) … Önmaga
- 1979 – The Love Boat (TV Sorozat) … Stella Logan
- 1984 – Glitter (TV Sorozat)
- 1987 – Hotel (TV Sorozat) … Natalie Trent
- 1994 – Hollywood, Hollywood I-II. (That’s Entertainment! Part III)

## Emlékezete
Federico Fellini Ginger és Fred (1986) című ironikusan szép filmjével fejezte ki Fred Astaire és Ginger Rogers iránti szeretetét.

## Fordítás
- Ez a szócikk részben vagy egészben  a   Ginger Rogers című német Wikipédia-szócikk ezen változatának fordításán alapul.  Az eredeti cikk szerkesztőit annak laptörténete sorolja fel. Ez a jelzés csupán a megfogalmazás eredetét és a szerzői jogokat jelzi, nem szolgál a cikkben szereplő információk forrásmegjelöléseként.